# Edelweiss (Moszkva)
Az Edelweiss (oroszul Эдельвейс) egy 43 emeletes, posztmodern stílusban épült, luxus lakóépületként funkcionáló felhőkarcoló Moszkvában, a Kutuzov sugárút mentén, a Davidovszkaja utca 3. szám alatt. Építése 2000-ben kezdődött, átadására 2003-ban került sor.

## Leírás
Az Edelweiss (a havasi gyopár német eredetű, orosz nyelvben is használt neve) magassága 157 méter (515 láb), a tetején található csúcsdísz további 19 méter (62 láb), így teljes magassága 176 méter. Az épületet a moszkvai Hét nővér felhőkarcolók inspirálták, építészeti megoldásaiban a Győzelem palotája sajátosságai köszönnek vissza. Az Edelweiss volt az első abból a 60 új lakóépületként funkcionáló felhőkarcolóból, melyeket városszerte építenek a Moszkvai Építészeti Bizottság jóváhagyását követően.

## Szolgáltatások
Az épület felsőkategóriás lakóépületként funkcionál, 43 emeletén 444 apartman található, valamint többek között aquapark, vízicsúszdák, wellness-részleg szoláriummal, edzőterem, tízsávos bowlingpálya és biliárdtermek is, valamint négy lift.

## Fordítás
- Ez a szócikk részben vagy egészben  az   Edelweiss (skyscraper) című angol Wikipédia-szócikk ezen változatának fordításán alapul.  Az eredeti cikk szerkesztőit annak laptörténete sorolja fel. Ez a jelzés csupán a megfogalmazás eredetét és a szerzői jogokat jelzi, nem szolgál a cikkben szereplő információk forrásmegjelöléseként.